# Vidar Thomée
Charles Vidar Håkan Thomée, född den 20 augusti 1933 i Malmö, är en svensk matematiker. 
Thomée avlade studentexamen 1951, filosofie kandidatexamen vid Lunds universitet 1953 och filosofie licentiatexamen 1955. Han disputerade 1959 vid Stockholms högskola. Thomée blev amanuens och assistent vid Lunds universitet 1952, assistent vid Kungliga Tekniska högskolan 1956, biträdande lärare vid Stockholms högskola 1957, extra ordinarie docent där 1959 och laborator vid Chalmers tekniska högskola 1962. Han var 1965–1998 professor i matematik vid Chalmers. Thomée invaldes 27 februari 1974 som ledamot av Kungliga Vetenskapsakademien.